# Чанчжи
Чанчжи́ (кит. упр. 长治, пиньинь Chángzhì) — городской округ в провинции Шаньси (КНР).

## География
Расположен в верховьях реки Чжаншуй (бассейн Хайхэ), на Лёссовом плато.

## История
Когда империи Цинь впервые объединила Китай и разделила страну на округа-цзюнь, то в этих местах был образован Шанданский округ (上党郡). В 386 году сяньбиец Мужун Юн провозгласил себя императором государства Западная Янь и основал в Чжанцзы свою столицу, которая в 394 году была взята войсками государства Поздняя Янь. При империи Северная Чжоу в 578 году в составе Шанданского округа была образована область Лучжоу (潞州), а при империи Суй в 583 году Шанданский округ был расформирован.
При империи Мин в 1529 году область Лучжоу была поднята в статусе до Луаньской управы (潞安府).
После Синьхайской революции в Китае была проведена реформа административного деления, в ходе которой управы были упразднены.
В 1945 году после капитуляции Японии здесь состоялось Шанданское сражение — первая крупная победа коммунистов над гоминьдановскими войсками во время 2-го этапа гражданской войны.
В 1949 году был образован Специальный район Чанчжи (长治专区), в состав которого вошли Городской район Чанчжи и 16 уездов. В 1950 году Городской район Чанчжи был преобразован в Промышленно-горнодобывающий район Чанчжи (长治工矿区). В 1951 году Промышленно-горнодобывающий район Чанчжи был преобразован в город Чанчжи провинциального подчинения, в результате чего в составе Специального района Чанчжи осталось 16 уездов. В 1954 году уезды Чанчжи и Лучэн были объединены в уезд Луань (潞安县).
В 1958 году Специальный район Чанчжи был переименован в Специальный район Цзиньдуннань (晋东南专区), под юрисдикцию которого перешёл город Чанчжи; уезды при этом были попарно объединены между собой, некоторые из них были переведены под юрисдикцию Чанчжи, в результате чего Специальный район Цзиньдуннань стал состоять из города Чанчжи и 6 уездов. С 1960 года процесс пошёл в обратном направлении, в результате чего в 1960 году Специальный район Цзиньдуннань состоял из города Чанчжи и 12 уездов, в 1961 — города Чанчжи и 14 уездов, 1962 — города Чанчжи и 16 уездов. В 1970 году Специальный район Цзиньдуннань был переименован в Округ Цзиньдуннань (晋东南地区). В 1975 году Чанчжи вновь стал городом провинциального подчинения.
В 1985 году постановлением Госсовета КНР были расформированы город Чанчжи, городской уезд Цзиньчэн и округ Цзиньдуннань, а на их территории образованы городские округа Чанчжи и Цзиньчэн.
19 июня 2018 года в соответствии с постановлением Госсовета КНР Городской и Пригородный районы были объединены в район Лучжоу, уезд Чанчжи был преобразован в район городского подчинения Шандан, городской уезд Лучэн и уезд Туньлю также были преобразованы в районы городского подчинения.

## Экономика
Чёрная металлургия, машиностроение, текстильная промышленность.

## Административно-территориальное деление
Городской округ Чанчжи делится на 4 района и 8 уездов:
| Карта                                                                                    | Карта  | Карта    | Карта     | Карта          | Карта                  | Карта         | Карта                      |
| ---------------------------------------------------------------------------------------- | ------ | -------- | --------- | -------------- | ---------------------- | ------------- | -------------------------- |
| Лучжоу Шандан Туньлю Лучэн Сянъюань Пиншунь Личэн Хугуань Чжанцзы Усян Циньсянь Циньюань |        |          |           |                |                        |               |                            |
| #                                                                                        | Статус | Название | Иероглифы | Пиньинь        | Население (2003 прим.) | Площадь (км²) | Плотность населения (/км²) |
| 1                                                                                        | Район  | Лучжоу   | 潞州区    | Lùzhōu qū      |                        |               |                            |
| 2                                                                                        | Район  | Туньлю   | 屯留区    | Túnliú qū      | 240 000                | 1042          | 230                        |
| 3                                                                                        | Район  | Лучэн    | 潞城区    | Lùchéng qū     | 210 000                | 615           | 341                        |
| 4                                                                                        | Район  | Шандан   | 上党区    | Shàngdǎng qū   | 320 000                | 483           | 663                        |
| 5                                                                                        | Уезд   | Сянъюань | 襄垣县    | Xiāngyuán xiàn | 250 000                | 1158          | 216                        |
| 6                                                                                        | Уезд   | Пиншунь  | 平顺县    | Píngshùn xiàn  | 160 000                | 1550          | 103                        |
| 7                                                                                        | Уезд   | Личэн    | 黎城县    | Líchéng xiàn   | 160 000                | 1166          | 137                        |
| 8                                                                                        | Уезд   | Хугуань  | 壶关县    | Húguān xiàn    | 280 000                | 1013          | 276                        |
| 9                                                                                        | Уезд   | Чжанцзы  | 长子县    | Zhǎngzǐ xiàn   | 340 000                | 1029          | 330                        |
| 10                                                                                       | Уезд   | Усян     | 武乡县    | Wǔxiāng xiàn   | 210 000                | 1610          | 130                        |
| 11                                                                                       | Уезд   | Циньсянь | 沁县      | Qìn xiàn       | 170 000                | 1297          | 131                        |
| 12                                                                                       | Уезд   | Циньюань | 沁源县    | Qìnyuán xiàn   | 150 000                | 2556          | 59                         |